# Гарбрехт-Энфельдт, Моник
Моник Гарбрехт-Энфельдт (нем. Monique Garbrecht-Enfeldt; урожд. - Гарбрехт, род. 11 декабря 1968 года, Потсдам, ГДР) — немецкая конькобежка. 2-кратный призёр зимних Олимпийских игр 1992 и 2002 годов, 9-кратная чемпионка мира, 2-кратная серебряный призёр, рекордсменка мира на дистанции 1000 метров и в спринтерском многоборье, 15-кратная чемпионка Германии, 16-кратная призёр. Выступала за клубы "Berliner TSC", "Berliner Schlittschuhclub", "Eisbären Berlin" Берлин.

## Биография
Моник Гарбрехт родилась в Потсдаме, где и начала кататься на коньках в 1976 году в школе, а выросла в Клайнмахнове под Берлином. Начала заниматься конькобежным спортом в 1979 году, после переезда со своими родителями Эрикой и Питером Гарбрехт в Галле. Уже в первом сезоне была принята в тренировочный центр Галле. Через год в 1982 году перешла в конькобежный клуб "Berliner TSC" и была принята в детско-юношескую спортивную школу берлинского TSC "Ernst Grube"
В 1983 году на 9-й детско-юношеской Спартакиаде ГДР в Хемнице стала 2-й на дистанциях 500, 1000 и 1500 м. С 1984 по 1987 год выигрывала чемпионат Германии среди юниоров в многоборье. В 1985 году стала 3-й в многоборье на дебютном чемпионате мира среди юниоров, а в 1986 и 1987 становилась чемпионкой мира среди юниоров. В сезоне 1988/89 Моник дебютировала на Кубке мира и на спринтерском чемпионате мира в Херенвене, где заняла 8-е место.
В сезоне 1989/90 стала серебряным призёром чемпионата Германии на дистанции 500 м и в спринтерском многоборье. В марте 1990 года на спринтерском чемпионате мира в Тромсе заняла 6-е место и стала впервые третьей в беге на 500 м в финале Кубка мира в Инцелле. В сезоне 1990/91 она впервые выиграла общий зачёт Кубка мира на дистанции 1000 м и чемпионат Германии в спринте. В 1991 году стала чемпионкой мира в Инцелле в спринтерском многоборье. 
В сезоне 1991/92 впервые выиграла чемпионат Германии на дистанциях 500 и 1000 м и в феврале 1992 года. На Олимпийских играх в Альбервиле завоевала бронзовую медаль на дистанции 1000 метров, а также заняла 4-е место в забеге на 500 м и 5-е на 1500 м. Следом на спринтерском чемпионате мира в Осло заняла 4-е место. В общем зачёте Кубка мира заняла 3-е место в беге на 1000 м.
На зимних Олимпийских играх в Лиллехаммере 1994 года стала 6-й на 500 м и 5-й на 1000 м. На Олимпиаде 1998 года 8-й на дистанции 500 м и на спринтерском чемпионате мира в Калгари заняла 6-е место. В общем зачёте Кубка мира заняла 3-е место в беге на 500 м и 2-е на 1000 м. В 1995 году на чемпионате мира в Милуоки поднялась на 5-е место в сумме спринта.
Сезон 1995/96 она пропустила из-за обучения на клерка по рекламе и вернулась в сезоне 1996/97, но без особого успеха, заняв 7-е место на индивидуальном чемпионате мира в забеге на 500 м и только 13-е место в спринтерском многоборье в Хамаре. На Олимпийских играх в Нагано Гарбрехт заняла 8-е место в забеге на 500 м и 10-е на 1000 м. На чемпионате мира стала 9-й в сумме спринта, а на чемпионате мира на отдельных дистанциях в Калгари заняла 4-е место на 1000 м и 6-е на 500 м.
Прорыв произошёл в сезоне 1998/99. Она одержала победы на дистанциях 500, 1000 м и в спринтерском многоборье на Национальном чемпионате, в январе 1999 года завоевала золотую медаль в сумме спринта на чемпионате мира в Калгари, в марте на чемпионате мира на отдельных дистанциях в Херенвене стала серебряным призёром в забеге на 1000 м. В общем зачёте Кубка мира заняла 1-е место в беге на 1000 м и 2-е на 500 м.
В 2000 году Моник Гарбрехт завоевала сразу три золотые медали: на чемпионате мира в Сеуле в сумме спринта и на индивидуальном чемпионате мира в Нагано в забегах на 500 и 1000 м. В общем зачёте Кубка мира сезона 1999/2000 заняла 1-е место на дистанциях 1000 м и  500 м, а в сезоне 2000/01 вновь стала 1-й на 1000 м и 2-й на 500 м.
В 2001 году она в третий раз подряд выиграла золото в спринте на чемпионате мира в Инцелле, а на индивидуальном чемпионате мира в Солт-Лейк-Сити выиграла золото в забеге на 1000 м и серебро на 500 м. В следующем 2002 году стала 4-й на спринтерском чемпионате мира в Хамаре.
На Олимпийских играх в Солт-Лейк-Сити, спустя 10 лет завоевала вторую олимпийскую медаль, став 2-й на дистанции 500 метров, уступив канадке Катрионе Лемей-Доан. На дистанции вдвое длиннее была 6-й. В 2003 году Моник взяла ещё одну золотую медаль в спринте на чемпионате мира в Калгари, а через месяц стала 1-й на дистанции 500 м на индивидуальном чемпионате мира в Берлине.
В 2005 году она смогла стать первой на Национальном чемпионате на дистанциях 500 и 1000 м, но на чемпионатах мира не смогла показать высоких результатов, заняв лучшее 6-е место на 500 м на индивидуальном чемпионате мира в Инцелле. Сезон 2005/06 начала в Кубке мира неудачно и не смогла пройти отбор в Германии на олимпиаду 2006 года, 
после чего 1 декабря 2005 года завершила спортивную карьеру из-за проблем с коленом, которое беспокоило много лет.

## Личная жизнь
Моник Гарбрехт 1 июля 2000 года вышла замуж за своего менеджера и бывшего конькобежца Магнуса Энфельдта, и сменила фамилию Гарбрехт на Гарбрехт-Энфельдт. Она получила образование физиотерапевта, но зарабатывает на жизнь менеджером по связям с общественностью. Она любит кататься на лыжах и горных велосипедах даже в свободное время. Живёт с мужем в Берлине. С сезона 2006/07 Моник стала антидопинговым агентом Немецкого олимпийского спортивного союза (DOSB).

## Награды
- 6 мая 2002 года - награждена Серебряным лавровым листом, как призёр зимних Олимпийских игр.

## Рекорды мира
Моник Гарбрехт дважды устанавливала рекорд мира на дистанции 1000 метров и дважды в спринтерском многоборье. Последний рекорд в спринте 2003 года был повторен канадкой Синди Классен в 2006 году, а побит был только в 2012 году сначала канадкой Кристин Несбитт, и в том же забеге, спустя полсекунды китаянкой Юй Цзин.
| № | Дистанция               | Время   | Дата            | Место          |
| - | ----------------------- | ------- | --------------- | -------------- |
| 1 | 1000 м                  | 1.14,61 | 21 февраля 1999 | Калгари        |
| 2 | Спринтерское многоборье | 151,605 | 21 февраля 1999 | Калгари        |
| 3 | 1000 м                  | 1.14,13 | 10 марта 2001   | Солт-Лейк-Сити |
| 4 | Спринтерское многоборье | 149,305 | 12 января 2003  | Солт-Лейк-Сити |